# دافيدي بيونديني
دافيدي بيونديني (بالإيطالية: Davide Biondini)‏ (مواليد 24 مايو 1983 في لونغيانو - إيطاليا) لاعب كرة قدم إيطالي يلعب حاليا لصالح نادي الدرجة الأولى كالياري الإيطالي منذ 2006 في مركز الوسط المحوري .

## روابط خارجية
- دافيدي بيونديني على موقع الاتحاد الأوربي (الإنجليزية)
- دافيدي بيونديني على موقع قاعدة بيانات كرة القدم.إي يو (الإنجليزية)
- دافيدي بيونديني على موقع ناشيونال فوتبول تيمز (الإنجليزية)
- دافيدي بيونديني على موقع Soccerway.com (الإنجليزية)
- دافيدي بيونديني على موقع عالم كرة القدم.نت (الإنجليزية)
- دافيدي بيونديني على موقع كووورة
- دافيدي بيونديني على موقع AS.com (الإسبانية)